# 野田重擊
野田重擊（日语：ダノンスマッシュ），是日本純種競賽馬匹。生涯活躍於短途賽事，曾勝出2020年香港短途錦標及2021年高松宮紀念。

## 出賽前
2015年3月6日出生於北海道新日高町KI牧場，被馬主野田順弘購入，而馬主名義則登記爲其所經營的公司Danox Co. Ltd.。
其後交由栗東訓練中心練馬師安田隆行訓練。

## 競賽生涯

### 2歲
2017年9月2日出戰新潟競馬場的2歲新馬，由戶崎圭太策騎，最終獲得第二。
其後出戰2歲未勝利戰及紅葉錦標，均由福永祐一策騎並取得勝利。
12月17日出戰一級賽朝日盃未來錦標，比賽開始後發生漏閘，最終受到影響下以第五完賽。

### 3歲
2018年年初先出戰獵鷹錦標獲得第七，其後出戰雅靈頓盃獲得第五。
5月6日出戰NHK一哩賽，由於此前的慘烈戰績，只獲得第十三人氣。比賽開始後，其處於先頭的位置追走，但最終於直路失速以第七完賽。
由於於一哩賽事表現未如理想，因此陣營決定安排其減程，以夏季短途戰線爲目標。
7月21日出戰函館日刊體育盃，和一衆年長馬匹的對決下並未落於下風，最終於直路上超越領放馬Amalfi Coast並保持優勢，以1 1/2馬位奪得勝利。
其後出戰堅蘭盃，比賽途中繼續採取先頭戰術，可惜於直路未能追上領放的純美化身，最終獲得亞軍。
11月25日出戰京阪盃，獲得第一人氣。比賽開始後，其再次選擇拿手的先頭戰術，於第三的位置推進。進入直路後，其開始發力並佔據領先位置，其後繼續保持速度，最終成功抵擋後上馬九尾狐妖的追擊，以1 3/4馬位優勢奪得首個分級賽冠軍。

### 4歲
2019年首戰爲絲路錦標，獲得第一人氣。比賽途中其於內欄的有利位置推進，進入直路後隨即發力衝刺，最終成功超越前方馬匹獲得勝利。
3月24日出戰高松宮紀念，雖然以領先的位置通過最後彎道，但於直路上未能保持優勢，最終以第四完賽。
其後陣營打算安排其出戰函館短途錦標，但於賽前其和其他馬匹被發現所服用的鈣質補充劑含有日本中央競馬會之禁藥成份可可鹼，最終連同其在內，本場比賽共有六匹賽駒被排出於出賽名單外。
8月25日再次挑戰堅蘭盃，並和川田將雅組成新組合出戰。比賽開始後，其處於中團位置向前推進，並於相似節奏進入直路。進入直路後，其爆發末腳下成功獲得領先，並繼續保持速度力拒後方倫敦塔的來襲。最終，於其奮力衝刺下，成功以3/4馬位優勢率先衝線，獲得冠軍。
10月出戰短途馬錦標，將再次和倫敦塔對決。比賽開始後，其處於中團推進，以第八的位置通過最後彎道。進入直路後，其雖然有些微不穩定的表現，但隨即於騎師川田的指示下調整，可惜其並未能追上率先衝出的倫敦塔及領放的魔族閃焰，最終獲得季軍。
其後陣營接受香港賽馬會的邀請，安排其遠征香港出戰12月8日的香港短途錦標，並以父子制霸爲目標。然而其於比賽途中並未發揮以往實力，最終以第八完賽。

### 5歲
2020年首戰爲海洋錦標，因爲負磅優勢以壓過倫敦塔獲得第一人氣。比賽開始後，其有些微漏閘表現，但無阻其於比賽途中慢慢調整。進入直路後，其於處內欄位置衝刺，最終成功超越領放的純美化身奪得第一。
3月29日出戰高松宮紀念，由於勝出前哨戰海洋錦標，獲得第一人氣。比賽開始後處於先行集團以第三的位置推進，以相似節奏進入最後直路。然而於最後直路上，其突然失速，不斷後退之下以第十名大敗。
5月16日出戰京王盃春季盃，改由連達文策騎。比賽開始後卑並未選擇先行戰術，反而奮力搶佔位置進行領放。進入直路後其仍然處於領先位置，最終於其保持速度下成功以1 1/4馬位率先衝線奪冠。
6月7日出戰安田紀念，但於直路上失速而以第八完賽。
9月13日出戰人馬錦標，即使面對曲調夫子、不凡及喜雅王等對手，仍然成功獲得第一人氣。比賽開始後，由特色星雲帶出，以其則於第四的位置推進。進入直路後，於初段領放的特色星雲開始失速，其則發力衝刺並於最後200米奪得領先位置。最終於其衝刺下，成功阻止由外檔追擊的名將金鈴，以1馬位優勢奪得冠軍。
其後出戰短途馬錦標，進入直路由外檔衝刺並一度取得領先，但隨即於最後關頭被由大外檔加速兼且末腳速度更快的放聲歡呼超越，最終以第二完賽。
完成短途馬錦標後，陣營再次接受香港賽馬會的邀請遠征香港出戰香港短途錦標，並由莫雅策騎。比賽途中其於外檔位置追走，於進入直路後一口氣加速，並於最後100米成功奪得領先，最終保持優勢下成功奪得首個一級賽冠軍，亦達成香港短途錦標父子制霸。順帶一提，由於騎師莫雅於同日稍早前策騎業界巨頭勝出香港瓶，連同本場香港短途錦標的勝利，其成爲計巫斯義、莫雷拉及潘頓後第四位制霸香港國際賽事的騎師，成功達成大滿貫。
完成賽事後於12月15日返回日本，被轉移至兵庫縣三木市三木馬匹公園接受檢疫，並以來年高松宮紀念爲目標。

### 6歲
2021年3月按照計劃出戰高松宮紀念，雖然上年度奪得香港短途錦標冠軍，但未能超越拉丁城市而僅得第二人氣。比賽開始後，其於中團靠後位置追走，並以第九名通過最後彎道。進入直路後，其開始發力加速，不斷衝刺下成功縮窄和前方馬匹的距離，並於終點線前由冠軍車手及拉丁城市中間透出，最終以頸位壓過對手奪冠，再次達成父子制霸。
其後再度遠征香港出戰主席短途獎，比賽途中由外檔位置推進，但於最後直路未能保持速度以第六完賽。
回國後進入短暫放草，完成後出戰短途馬錦標以稱霸春秋短途賽爲目標，但最終於直路上未能進一步加速以獲得第六。
12月第四度遠征香港，出戰香港短途錦標作爲退役戰。比賽途中其一直保持於中團的位置，於接近直路時被捲入連環墮馬意外，雖然其保持平衡並未跌倒，但仍然於節奏受影響下未能發揮表現，最終以第八完賽。
回國後陣營正式宣佈安排其退役，並於12月23日取消於日本中央競馬會的賽駒註冊。

### 詳細賽績
| 日期       | 舉辦國家/地區 | 馬場 | 距離   | 級別 | 賽事名稱       | 負重 | 騎師     | 馬號 | 出馬 | 名次 | 時間    | 頭馬（二馬）     |
| ---------- | ------------- | ---- | ------ | ---- | -------------- | ---- | -------- | ---- | ---- | ---- | ------- | ---------------- |
| 2/9/2017   | 日本          | 新潟 | 草1400 |      | 2歲數新馬      | 54   | 戶崎圭太 | 6    | 18   | 2    | 1:23.0  | Lancement        |
| 24/9/2017  | 日本          | 阪神 | 草1400 |      | 2歲未勝利      | 54   | 福永祐一 | 3    | 13   | 1    | 1:21.9  | （愛情之戰）     |
| 15/10/2017 | 日本          | 京都 | 草1400 | OP   | 紅葉錦標       | 55   | 福永祐一 | 5    | 8    | 1    | 1:23.4  | （Adel Weise）   |
| 17/12/2017 | 日本          | 阪神 | 草1600 | GI   | 朝日盃未來錦標 | 55   | 福永祐一 | 12   | 16   | 5    | 1:34.0  | 野田優驥         |
| 17/3/2018  | 日本          | 中京 | 草1400 | GIII | 獵鷹錦標       | 56   | 戸崎圭太 | 9    | 16   | 7    | 1:22.6  | 曲調夫子         |
| 14/4/2018  | 日本          | 阪神 | 草1600 | GIII | 雅靈頓盃       | 56   | 北村友一 | 13   | 13   | 5    | 1:33.8  | 倫敦塔           |
| 6/5/2018   | 日本          | 東京 | 草1600 | GI   | NHK一哩賽      | 57   | 北村友一 | 8    | 18   | 7    | 1:33.2  | 啟愛航海         |
| 21/7/2018  | 日本          | 函館 | 草1200 |      | 函館日刊體育盃 | 54   | 北村友一 | 10   | 16   | 1    | 1:08.4  | （Amalfi Coast） |
| 26/8/2018  | 日本          | 札幌 | 草1200 | GIII | 堅蘭盃         | 53   | 北村友一 | 7    | 16   | 2    | 1:09.8  | 純美化身         |
| 15/11/2018 | 日本          | 京都 | 草1200 | GIII | 京阪盃         | 55   | 北村友一 | 3    | 18   | 1    | 1:08.0  | （九尾狐妖）     |
| 27/1/2019  | 日本          | 京都 | 草1200 | GIII | 絲路錦標       | 56.5 | 北村友一 | 2    | 18   | 1    | 1:08.3  | （Estitato）     |
| 24/3/2019  | 日本          | 中京 | 草1200 | GI   | 高松宮記念     | 57   | 北村友一 | 13   | 17   | 4    | 1:07.5  | 曲調夫子         |
| 16/6/2019  | 日本          | 函館 | 草1200 | GI   | 函館短途錦標   | 57   | 川田將雅 | 7    | 6    | 退賽 | 退賽    | 合成國王         |
| 25/8/2019  | 日本          | 札幌 | 草1200 | GIII | 堅蘭盃         | 57   | 川田將雅 | 13   | 16   | 1    | 1:09.2  | （倫敦塔）       |
| 29/9/2019  | 日本          | 中山 | 草1200 | GI   | 短途馬錦標     | 57   | 川田將雅 | 2    | 16   | 3    | 1:07.2  | 倫敦塔           |
| 8/12/2019  | 香港          | 沙田 | 草1200 | GI   | 香港短途錦標   | 57   | 戴圖理   | 7    | 12   | 8    | 1:08.50 | 爭分奪秒         |
| 7/3/2020   | 日本          | 中山 | 草1200 | GIII | 海洋錦標       | 56   | 川田將雅 | 2    | 16   | 1    | 1:07.4  | （信美化身）     |
| 29/3/2020  | 日本          | 中京 | 草1200 | GI   | 高松宮記念     | 57   | 川田將雅 | 6    | 18   | 10   | 1:09.7  | 魔族閃焰         |
| 16/5/2020  | 日本          | 東京 | 草1400 | GII  | 京王盃春季盃   | 56   | 連達文   | 13   | 13   | 1    | 1:19.8  | （絕嶺之峽）     |
| 7/6/2020   | 日本          | 東京 | 草1600 | GI   | 安田記念       | 58   | 三浦皇成 | 14   | 14   | 8    | 1:32.4  | 放聲歡呼         |
| 13/9/2020  | 日本          | 中京 | 草1200 | GII  | 人馬錦標       | 57   | 三浦皇成 | 16   | 17   | 1    | 1:07.9  | （名將金鈴）     |
| 4/10/2020  | 日本          | 中山 | 草1200 | GI   | 短途馬錦標     | 57   | 川田將雅 | 3    | 16   | 2    | 1:08.6  | 放聲歡呼         |
| 12/12/2020 | 香港          | 沙田 | 草1200 | GI   | 香港短途錦標   | 57   | 莫雅     | 5    | 14   | 1    | 1:08.45 | （旌暉）         |
| 28/3/2021  | 日本          | 中京 | 草1200 | GI   | 高松宮紀念     | 57   | 川田將雅 | 14   | 18   | 1    | 1:09.2  | （拉丁城市）     |
| 25/4/2021  | 日本          | 沙田 | 草1200 | GI   | 主席短途獎     | 57   | 莫雷拉   | 1    | 13   | 6    | 1:09.27 | 福逸             |
| 3/10/2021  | 日本          | 中山 | 草1200 | GI   | 短途馬錦標     | 57   | 川田將雅 | 14   | 16   | 6    | 1:07.8  | 妙發靈機         |
| 12/12/2021 | 香港          | 沙田 | 草1200 | GI   | 香港短途錦標   | 57   | 川田將雅 | 3    | 12   | 8    | 1:19.90 | 顯心星           |

## 退役後
退役後，野田重擊成爲了配種馬，於北海道日高町育馬者Stallion Station休養，在2022年進行配種，配種費用爲220萬日圓。首批子嗣於2023年出生。首批子嗣可於2025年出賽。

## 血統簡介
父系龍王爲日本賽駒，生涯稱霸短途賽事，包括做出連霸短途馬錦標及香港短途錦標等壯舉，被稱爲日本近代最強短途馬。祖父夏威夷王亦爲日本賽駒，生涯戰績極爲優秀，僅得一戰未能獲勝，曾勝出一級賽NHK一哩賽及東京優駿（日本打吡），爲日本史上首匹贏得變則二冠的賽駒。
母系Spinning Wildcat爲美國賽駒，生涯戰績不佳僅得一勝，外祖父緊密穿梭亦爲美國賽駒，生涯戰績不俗，曾勝出一級賽帝皇主教錦標。

### 血統表
| 父線：金滿寶系（淘金者系）                           |                                     |                 |              |
| 種馬 龍王 2008年（棗色）                             | 夏威夷王 2001年（棗色）             | 金滿寶          | 淘金者       |
| 種馬 龍王 2008年（棗色）                             | 夏威夷王 2001年（棗色）             | 金滿寶          | Miesque      |
| 種馬 龍王 2008年（棗色）                             | 夏威夷王 2001年（棗色）             | Manfath         | 最後大官     |
| 種馬 龍王 2008年（棗色）                             | 夏威夷王 2001年（棗色）             | Manfath         | Pilot Bird   |
| 種馬 龍王 2008年（棗色）                             | Lady Blossom 1996年（棗色）         | 雷貓            | 雷鳥         |
| 種馬 龍王 2008年（棗色）                             | Lady Blossom 1996年（棗色）         | 雷貓            | Terlingua    |
| 種馬 龍王 2008年（棗色）                             | Lady Blossom 1996年（棗色）         | Saratoga Dew    | Cormorant    |
| 種馬 龍王 2008年（棗色）                             | Lady Blossom 1996年（棗色）         | Saratoga Dew    | Super Luna   |
| 繁殖雌馬 Spning Wildcat 2009年（栗色）               | 緊密穿梭 2004年（棗色）             | 單色            | 北地舞人     |
| 繁殖雌馬 Spning Wildcat 2009年（栗色）               | 緊密穿梭 2004年（棗色）             | 單色            | Pas de Nom   |
| 繁殖雌馬 Spning Wildcat 2009年（栗色）               | 緊密穿梭 2004年（棗色）             | Turkish Tryst   | Turkoman     |
| 繁殖雌馬 Spning Wildcat 2009年（栗色）               | 緊密穿梭 2004年（棗色）             | Turkish Tryst   | Darbybail    |
| 繁殖雌馬 Spning Wildcat 2009年（栗色）               | Hollywood Wildcate 1990年（深棗色） | Kris S.         | 雷弼圖       |
| 繁殖雌馬 Spning Wildcat 2009年（栗色）               | Hollywood Wildcate 1990年（深棗色） | Kris S.         | Sharp Queen  |
| 繁殖雌馬 Spning Wildcat 2009年（栗色）               | Hollywood Wildcate 1990年（深棗色） | Miss Wildcatter | 淘金者       |
| 繁殖雌馬 Spning Wildcat 2009年（栗色）               | Hollywood Wildcate 1990年（深棗色） | Miss Wildcatter | Elizabeth K. |
| 雌系：號族：4-r                                      |                                     |                 |              |
| 五代內近親交配：淘金者 4×4、北地舞人 5×4、雷弼圖 5×4 |                                     |                 |              |

## 命名由來
名字中，Danon（ダノン）是馬主Danox Co. Ltd.冠名，源自公司名字，而此公司名字就是公司代表野田順弘之姓氏「野田」（ノダ）倒轉後的變體；Smash（スマッシュ）則帶有衝擊、重擊等意思。

## 外部連結
- 野田重擊 netkeiba.com （页面存档备份，存于）
- 血統表 （页面存档备份，存于）